# Barelwi

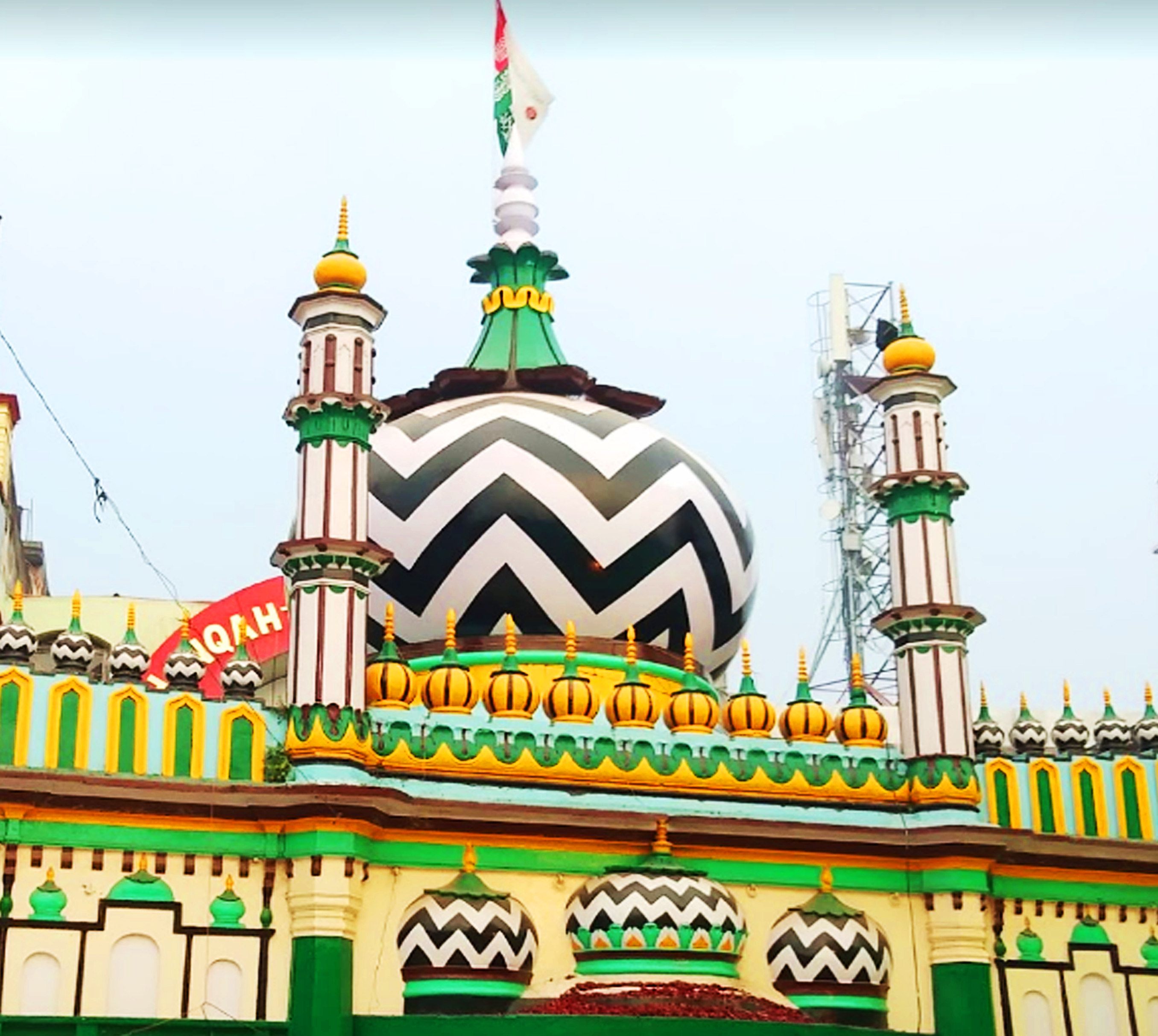
Dargah Ahmeda Razy Chana Barelwiego

Barelwi – fundamentalistyczna interpretacja islamu szkoły hanafickiej, powstała w latach 80. XIX wieku w Indiach Brytyjskich w oparciu o nauki Ahmeda Razy Chana Barelwiego. 
Charakteryzuje się m.in. bardzo silnym sprzeciwem wobec procesów europeizacji, poparciem dla kary śmierci za bluźnierstwo, akceptacją kultu świętych jako pośredników między człowiekiem a Allahem oraz składaniem modlitw do zmarłych z prośbą o wstawiennictwo.